# 1300 год в литературе

## События
- «Toy lo pesse e frigello, toy zevolle e lessale un pocho e taiale menude, po’ frizelle ben, poy toli aceto et aqua e mandole monde intrigi, et uva passa, e specie forte, e un pocho de miele, e fa bolire ogni cossa insema e meti sopra lo pesse» — так написал анонимный повар в 1300 году, чтобы рассказать рецепт «Cisame depesse» из книги «Anonimo veneziano. Libro di cucina, libro per cuocо»[1][2].
- 15 июня — в правительство Флоренции вошёл поэт Данте Алигьери.[3]

## Книги
- «Сага о Ньяле» – самая большая из всех родовых саг и единственная родовая сага, в которой рассказывается о людях с южного побережья Исландии[4].
- «Сага о людях из Лаксдаля»[5] — одна из важнейших родовых саг.
- «Манесский кодекс» — средневековая иллюминированная рукопись.
- Оригинальный манускрипт сборника «Кармина Бурана» Карла Орфа был датирован 1300-м годом и содержал множество текстов, написанных вагантами — странствующими певцами и поэтами.

## Родились
- Гийом де Машо — французский трубадур, поэт и композитор (ум. 1377)

## Умерли
- Кавальканти Гвидо — итальянский поэт (род. 1250).